# 自我图式
自我图式（self-schema）也稱為自我基模，是指一個長期及穩定的記憶，內容是有關在特定行為領域下的信念、經驗及對自我的總括。一個人的自我图式可能包括身體特徵，個性特徵和興趣，只要這個人認為這方面在其自我定義上相當重要即可。
例如一個人若認為他（她）是外向的，而且外向是其個性特徵中重要的一部份，這個人就有外向的自我图式。其外向的自我图式可能包括對自我的總括（我喜歡交際的）、有關在特定環境下表現的信念（我在派對中會和許多人聊天），也包括對特定事件的記憶（我在上大學的第一天就認識了許多朋友）。

## 通論
schematic是指在某一方面有特定的基模。例如晚上在樂團的人會有搖滾樂手的基模，不過他在白天是業務，因此在白天這段時間會有業務的基模。基模會因為文化背景以及其他社會環境因素而改變。
只要人對於自己已發展了基模，就會因為認知偏見，在許多方向傾向維持此一基模，包括傾向去作的事、記得的事務、他們準備好接受，有闗於自己的想法。換句話來說，自我图式變成了自我預言。之後我图式會存在长期记忆中，一方面有助於自身相關資訊的處理，但也會加入偏見。若有人的自我图式是有良好運動習慣的人，後續也會更頻繁的運動。
自我图式會因人而異，因為每一個人的社會和文化生命經驗差異很大。以下是一些自我图式的例子：刺激和無聊、安靜和聒噪、健康及多病、運動及不運動、懶惰及積極、极客（geek）及乔克（jock）。例如有人的自我图式是极客（geek），是對電腦和網路技術有狂熱興趣的人，那麼就可能會花許多的時間來處理這方面的資訊。因為這個人可能會以极客的身份來詮釋許多的情境。
另一個人的自我图式是健康，會認為自己是有意識讓自己健康及的人。想要健康的想法也會影響每天的決定，例如去超市會買的東西、會去哪一種餐廳、多久運動一次等。自我图式是外貌的女性的身體意象會比較差、自尊比較低、也比較會有負面心境